# 最後の赤紙配達人〜悲劇の召集令状64年目の真実〜
最後の赤紙配達人〜悲劇の召集令状64年目の真実〜（さいごのあかがみはいたつにん ひげきのしょうしゅうれいじょう64ねんめのしんじつ）は、TBSにより制作されたドラマとドキュメンタリーの複合番組である。2009年8月10日にTBSの「月曜ゴールデン」枠にて「シリーズ激動の昭和」の一本としてテレビ放送された。

## 概要
2008年3月10日『3月10日東京大空襲 語られなかった33枚の真実』から始まった「シリーズ激動の昭和」の第三弾である。実在する人物、戦場への召集令状の配達人、西邑仁平氏を吉岡秀隆が演じた。この作品は同年、ギャラクシー賞で選奨、日本民間放送連盟賞優秀賞に選ばれた。視聴率は関東地区、ビデオリサーチ調べで11.1％を記録。

## あらすじ
舞台は滋賀県の大郷村（現在は長浜市）。主人公・西邑仁平は戦地への召集令状（いわゆる赤紙）を配る兵事係を務めていた。彼は赤紙を配達するだけでなく徴兵検査の世話、さらには戦死公報の配達など過酷な仕事も務めていた。この村から次々に送り出される多くの若者達が悲劇の最期を迎えるなか、村人のおびえる視線と、与えられた任務の挟間で仁平は眠れない日々を過ごし、自分の仕事に対して疑問を持ち始める。
ドラマとドキュメンタリーで交互に構成。ドラマ部分は吉岡秀隆主演で赤紙配達人の目線から、戦争に協力せざるを得なくなった人物の苦悩を描く。ドキュメンタリー部分は吉岡が演じた西邑仁平から、実際に赤紙を受け取った人たちが、戦地で経験した過酷な運命を取材。ドラマとリアルが融合しながら、戦争がもたらした悲劇の実相を描く。

## ドラマ

### キャスト
- 西邑仁平：吉岡秀隆
- 八木守三：山本太郎
- 西邑小菊：佐藤めぐみ
- 寺田 悟 ：林遣都
- 橋本村長：新井康弘
- 寺田利美：伊嵜充則
- 寺田衛:斎藤嘉樹
- 寺田利兵衛：塩見三省
- 寺田駒野：風吹ジュン

## スタッフ
- 制作プロデューサー：島田喜広
- 番組プロデューサー：高畠初彦、堤慶太
- チーフディレクター金富 隆
- 総合演出：豊島歩
- ドラマ脚本：渡邉睦月
- ドラマプロデューサー：三城真一
- ドラマ演出：北川雅一
- 制作：ドリマックス・テレビジョン、TBS